# Nute Gunray
Nute Gunray is een personage in de Star Wars-saga. Hij is een Neimoidiaan en de onderkoning van de Handelsfederatie (Trade Federation). Behalve Darth Sidious is Gunray het enige slechte personage dat zowel in Episode I, II en III voorkomt.

## Star Wars: Episode I: The Phantom Menace
Nute Gunrays Handelsfederatie heeft de planeet Naboo geblokkeerd van de handelsroutes. Qui-Gon Jinn en Obi-Wan Kenobi komen om te onderhandelen. Wanneer Gunray ontdekt dat het hier om Jedi-ridders gaat, besluit hij na (geheim) overleg met de Sith Meester Darth Sidious om ze te doden. De Jedi ontsnappen, maar Naboo wordt veroverd, en Nute Gunray neemt met zijn adviseur Rune Haako zitting in het paleis te Theed. Nadat de planeet uiteindelijk heroverd is door Koningin Padmé Amidala, Qui-Gon, Obi-Wan, een jonge Anakin Skywalker, de Naboo en de Gungans worden Gunray en Haako weggevoerd naar Coruscant om terecht te staan voor zijn leidinggevende rol bij de uit de hand gelopen blokkade.

## Star Wars: Episode II: Attack of the Clones
Het is tien jaar na de Slag om Naboo. Gunray blijkt na vier rechtszaken nog steeds de leiding over de Handelsfederatie te hebben. Gunray sluit zich met zijn organisatie aan bij de Confederacy of Independent Systems van Graaf Dooku. Hij wil wraak nemen op Senator Padmé Amidala van Naboo, de voormalige Koningin. Hiervoor wordt de premiejager Jango Fett ingehuurd. Fett faalt echter. Amidala komt uiteindelijk zelf naar het hol van de leeuw om Jedi Ridder Obi-Wan Kenobi te redden uit handen van de Confederacy. Hij krijgt dan bijna zijn zin als Amidala, Anakin Skywalker en Obi-Wan voor hun leven moeten vechten in de Geonosische executiearena. Het trio is namelijk gearresteerd op basis van spionage. Wanneer de Kloonoorlogen uitbreken op Geonosis, ontvlucht Gunray de planeet en zoekt een veilig heenkomen met zijn Neimodiaanse shuttle.

## Star Wars: The Clone Wars
Nute Gunray gaat in seizoen 1 van deze animatieserie naar de planeet Rodia, om hen in te lijven bij de CIS. Op de planeet is ook Gunray's rivale opgesloten: Senator Padmé Amidala. Hij krijgt echter geen kans om zijn wraak uit te oefenen op de Nabooaanse vrouw, aangezien ze weer weet te ontsnappen. Clone Troopers weten Nute Gunray in te rekenen. Als hij vastzit in een cel van een Republikeins schip, probeert hij Padawan (Jedi-Leerling) Ahsoka Tano om te kopen en hem zodoende uit de cel te krijgen. Maar het Togruta meisje geeft niet toe. Nute Gunray weet toch te ontkomen, door middel van een corrupte Senaatscommando en de Sithleerlinge Asajj Ventress.

## Star Wars: Episode III: Revenge of the Sith
De oorlog is niet echt aan Gunray besteed, die meer een handelaar dan een militair is. Nadat zowel Graaf Dooku als Generaal Grievous uit de weg geruimd zijn, is hij toch plotseling de grootste leider van de Confederacy of Independent Systems. Eenmaal op de vulcanische planeet Mustafar stuurt Sidious zijn nieuwe leerling, Darth Vader om "het verder af te handelen". Vader vermoordt Gunray's mederaadsleden een voor een, en uiteindelijk Gunray zelf. De reden hiervan is, dat Darth Sidious de Separatisten niet langer nodig had op zijn weg naar de macht. Hij had zichzelf immers tot Keizer van het eerste Galactische Keizerrijk kunnen uitroepen.

## Feiten
- Nute Gunray wordt gespeeld door Silas Carson. Carson vertolkt ook de rol van de Ceraanse Jedi-Meester Ki-Adi-Mundi.
- Tussen Episode II en III is er de animatieserie Star Wars: The Clone Wars. Nute Gunray is ook in deze serie van de partij.